# Златко Живков
Златко Софрониев Живков е български политик, член на СДС, кмет на Община Монтана от октомври 1999 г., бивш учител по история на СОУ „Йордан Радичков“ Монтана  в периода 1985 – 1993, директор на СОУ „Йордан Радичков“ Монтана в периода 1993 – 1997, и началник на Инспектората по образование на Министерството на образованието и науката в Монтана (1997 – 1999). Живков е избран за 36-и кмет на община Монтана през 1999 г. и преизбран през 2003, 2007, 2011, 2015, 2019 и 2023 г.

## Биография
Роден е на 5 ноември 1959 г. в Бойчиновци, в семейството на шивачка и фабричен работник. Израства в село Трифоново. Има магистърска степен по история от Великотърновския университет и специализира история на Българското възраждане от Софийски университет. През 1985 г. става учител по история на СОУ „Йордан Радичков“ в Монтана, а по-късно директор на същото училище през 1993 г. От 1997 до 1999 г. е началник на Инспектората по образование на министерството на образованието и науката в област Монтана.
Живков има две деца със съпругата си Албена – поетесата Антина Златкова и Орлин, още познат като музикалния продуцент Орли Анроу. Владее руски език.

## Политическа кариера
През 1999 г. кандидатурата му е издигната от СДС за кмет на Община Монтана. От 2003 г. Живков е независим и в последната си кандидатура през 2019 г. е подкрепен от Местна коалиция „СДС“ (ГЕРБ, БНД, ВМРО-БНД и ЗНС).
Като кмет управлява общината седем мандата от 1999 –
Живков е заместник-председател на Управителния съвет на НСОРБ от 2007 до 2011 г. Той е бил член на Управителния съвет на НСОРБ от 2015 до 2019 г. Член е на Европейския комитет на регионите и от 2007 г. и член на Комисията за социални въпроси на КР Политика, образование, заетост, изследвания и култура и Комисията за икономическа политика.
Живков е председател на Управителния съвет на Агенцията за регионално развитие и Бизнес център 2000 – Монтана, а също и член на Ротари клуб – Монтана. Живков поддържа всички спортни дейности в Монтана, включително и футболен клуб ФК Монтана, баскетболен отбор БК Монтана 2003 и волейболния отбор на Монтана, всички играещи на национално ниво. Докато учи във Велико Търново, Живков играе футбол редом с българските футболни легенди Красимир Балъков и вече починалия Трифон Иванов.
През 2019 г. той е награден за „Кмет на Годината“ и преизбран за своя 6-и мандат с 15 721 гласа, 71,75% от всички избиратели, което е най-голямата му подкрепа дотогава.